# Кицунегари
«Кицунегари» (с яп. — «Охота на лис») — 8-й эпизод 5-го сезона сериала «Секретные материалы». Премьера состоялась 4 января 1998 года на телеканале FOX. Эпизод принадлежит к типу «монстр недели» и не связан с основной «мифологией сериала», заданной в первой серии. Режиссёр — Дэниел Сакхайм, авторы сценария — Винс Гиллиган и Тим Майнир, приглашённые актёры — Митч Пиледжи, Майкл Добсон, Диана Скарвид.
В США серия получила рейтинг домохозяйств Нильсена, равный 11,6, который означает, что в день выхода серию посмотрели 19,75 миллиона человек.
Главные герои серии — Фокс Малдер (Дэвид Духовны) и Дана Скалли (Джиллиан Андерсон), агенты ФБР, расследующие сложно поддающиеся научному объяснению преступления, называемые Секретными материалами.

## Сюжет
В данном эпизоде Малдер и Скалли расследуют побег из тюрьмы небезызвестного им убийцы Роберта Толкача Моделла, который может заставлять людей силой своей мысли совершать те поступки, которые нужны Толкачу. Однако проблема удваивается — у Толкача есть сестра-двойняшка, имеющая точно такие же способности.